# Nombre 150
El nombre 150 (CL'') és el nombre natural que segueix el nombre 149 i precedeix el nombre 151.
La seva representació binària és 10010110, la representació octal 226 i l'hexadecimal 96.
La seva factorització en nombres primers és 2×3×5²; altres factoritzacions són 1×150 = 2×75 = 3×50 = 5×30 =6×25 = 10×15; és un nombre 4-gairebé primer: 5 × 3 × 2 × 5 = 150.

## En altres dominis
- És el valor mitjà del nombre de Dunbar
- És el nombre de psalms de la Bíblia
- El nombre del colorant E-150, el caramel